# 南蛮胴

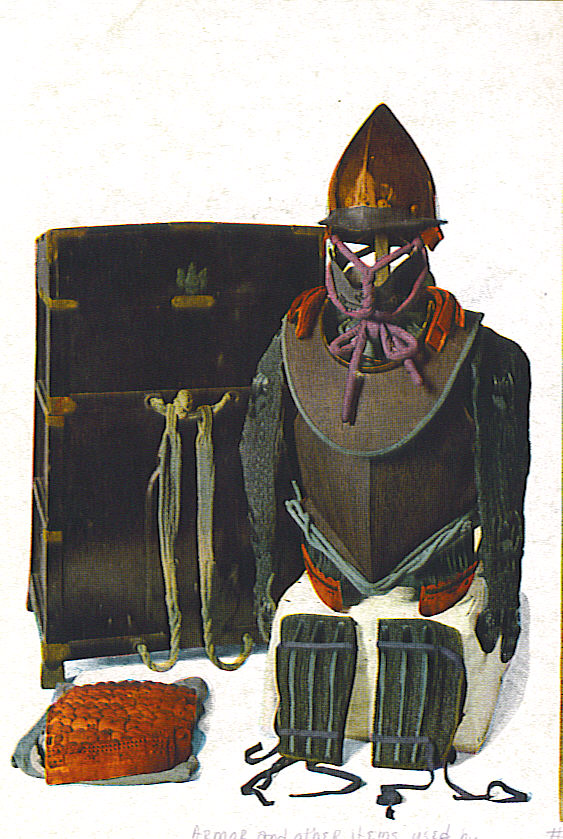
徳川家康所用南蛮胴具足（重要文化財、日光東照宮所蔵）

南蛮胴（なんばんどう）は、ヨーロッパの胴鎧を16世紀から17世紀の日本において日本風に改造した鎧。またはそれを模して作られた鎧。

## 概要
安土桃山時代の当世具足の一種で、西洋から輸入された甲冑（南蛮具足）の胴に、草摺、袖等を付ける等の改造を施した。前後2枚の鉄板から成り、胴の下端が尖り、前面中央部が鋭角的に盛り上がっており鉄砲の攻撃にも強い。
また同じように、西洋の兜を輸入・改造・模倣したものを南蛮兜と呼び、用いられた。
胴・兜のみ西洋甲冑の様式を導入し、それ以外は日本の甲冑の様式を採用したのは、以下の理由による。
1. 当時の西洋の海兵が着用した甲冑は、陸戦用のプレートアーマーから腕部・脚部のパーツを省略したものであり、それがそのまま当時の日本に導入されたため、腕部・脚部については日本の様式で補うしか無かった。
2. 当時の西洋甲冑は個人の体格にあわせたオーダーメイドであり、他の者が着用すると動くのも困難であり、フルセットの甲冑を輸入した場合においても、それをそのまま使う事はできなかった。
3. 山岳地が多く、また城の形式の違いから、日本の武士は傾斜地や石垣をよじ登っての戦闘をする場合があり、西洋甲冑をそのまま使用する事ができなかった。

その珍しさから徳川家康などの武将にも愛用されたが、重量が重く高価な鎧であった。
なお、徳川家康は南蛮胴具足を自らが愛用するばかりでなく家臣の榊原康政や渡辺守綱に分け与え、また黒田長政にも自身の南蛮兜を与えているが、これは日本に漂着したリーフデ号（ウィリアム・アダムスが乗った船）から回収した甲冑を再利用したものである。この南蛮胴は関ヶ原の戦いで着用・下賜されている。
これを模して、純国産の和製南蛮胴も作られるようになった。見分け方としては、輸入改造品の南蛮胴は胴下端が尖りＶ字形になっているのが、和製南蛮胴は尖らずに逆台形となっている（ギャラリー参照）。これは日本式の帯を締める着用方では、前が尖っていると邪魔になるためである。
また、南蛮胴はその堅牢さを確かめ強度を誇るために、銃で試し撃ちすることが行われ、現存する遺品には銃弾の痕が残るものが存在する。和製南蛮胴でもこの試し撃ちが行われていたが、後には弾痕のような模様を彫りこんだ、見せかけのものも作成された。実戦での弾痕が残る遺品もあり、成瀬吉正所用南蛮胴がその好例である。

## 南蛮胴の伝来時期と現代メディアにおける扱い
南蛮胴の愛用者としては、現代の娯楽メディアでは織田信長を欠かすことはできない。
しかし史料上では、1588年にポルトガル領ゴアのインド副王（総督）より豊臣秀吉への外交文書（妙法院所蔵）とともに贈呈された目録上の甲冑が、確認できる最初の南蛮胴の伝来である。秀吉が南蛮胴を使用または下賜した史料は残っておらず、1600年のリーフデ号によるものが記録上は最初の使用例となる。また明智光春所用とされる和製南蛮胴具足（東京国立博物館所蔵）があるが、これも実際は17世紀のものと推定されている。
欧州各国船は敵対国との抗争と渡航先での不慮の事態に備えて、本来は商船であるリーフデ号のような船でも武具を積み込むのが常識の時代で、これはスペイン、ポルトガルから日本に渡航していた船舶も同様であった。また時期と地域が若干異なるが、地中海貿易においては、イタリア製の甲冑は主要な輸出品のひとつであった。従って、日本に渡航した船から南蛮胴を入手していた可能性は十分にあり得るが、史料が現存していないのもまた事実である。

## ギャラリー

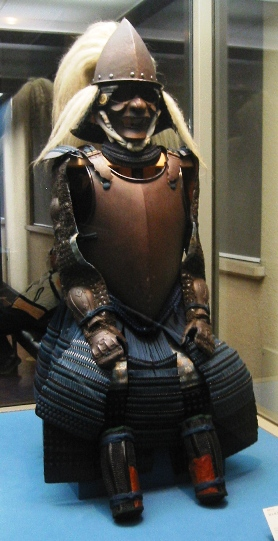
榊原康政所用 南蛮胴具足 （兜鉢のみ輸入品、重要文化財、東京国立博物館所蔵）
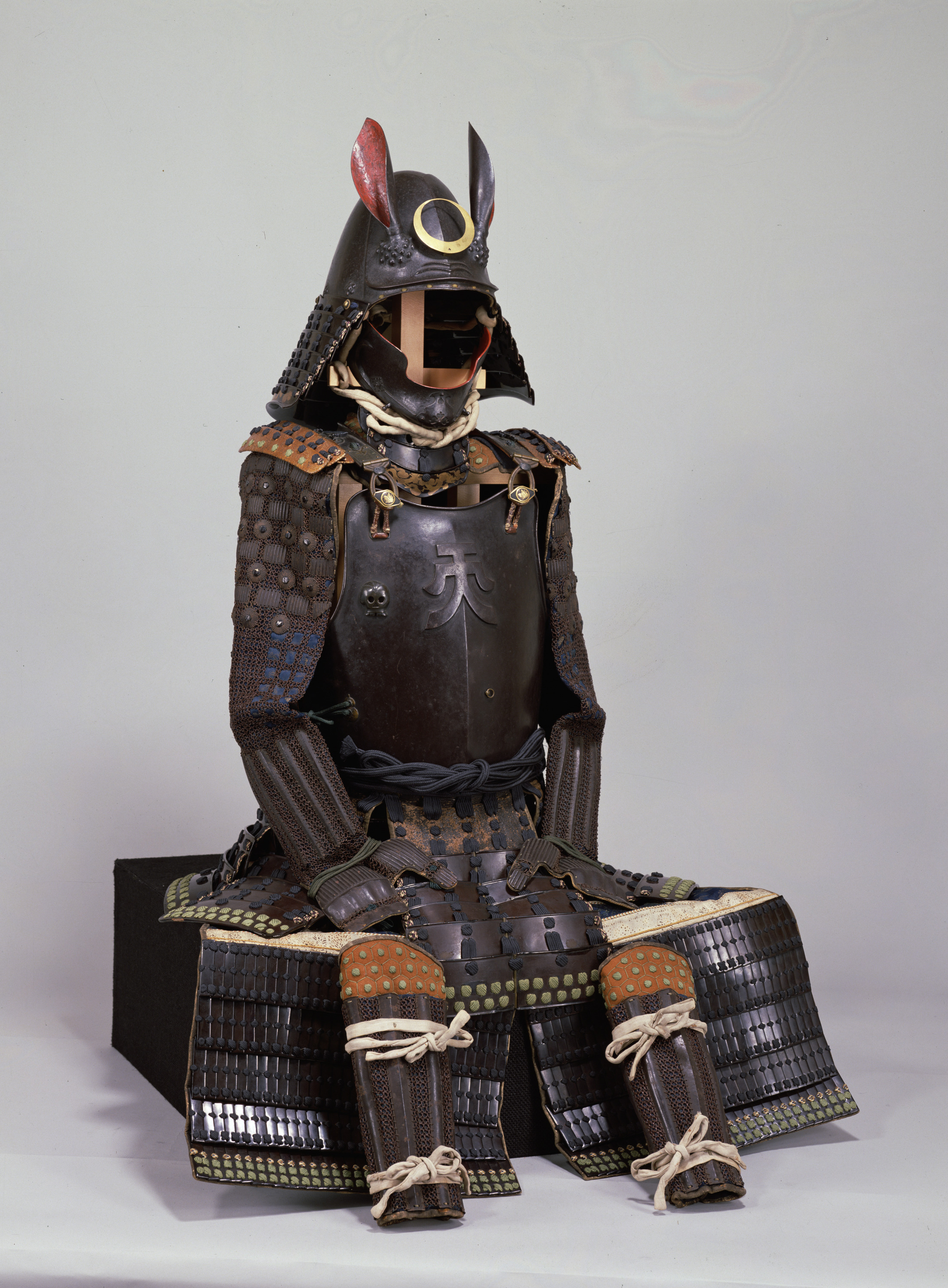
伝・明智光春所用 （和製）南蛮胴具足、安土桃山時代 - 江戸時代・16 - 17世紀（東京国立博物館所蔵）
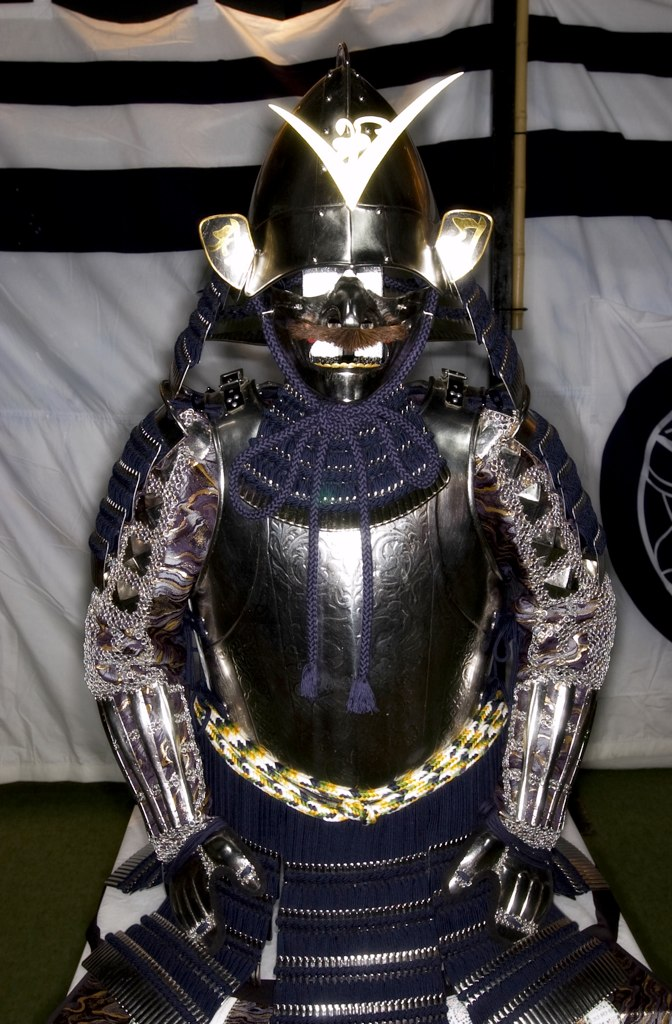
現代になって製作された上杉謙信所用をイメージした南蛮胴具足

## 南蛮胴を扱った作品

### 映画作品
近年の映画作品において、黒澤明『影武者（1980年）』での織田信長のイメージは強く影響し、以後の映像作品、漫画、ゲームなどに、南蛮胴とマントの信長像が固定化することとなった。また、角川春樹『天と地と（1990年）』の上映以降、上杉謙信と南蛮胴を結びつけるイメージも一部に流布された。

### ドキュメンタリー作品
- 「その時歴史が動いた」シリーズ 『関ヶ原合戦 家康 謎の大突撃 ～ヨーロッパ製甲冑の威力～』（NHK）